# Carter (Vorname)
Carter ist ein überwiegend männlicher, seltener auch weiblicher Vorname.

## Herkunft und Bedeutung
Der Familienname Carter wird vor allem in den USA manchmal als Vorname vergeben. 

## Namensträger
- Carter Bays (* 1975), US-amerikanischer Drehbuchautor und Fernsehproduzent
- Carter Beauford (* 1957), US-amerikanischer Schlagzeuger
- Carter Braxton (1736–1797), Unterzeichner der Unabhängigkeitserklärung für Virginia und einer der Gründerväter der Vereinigten Staaten
- Carter Burwell (* 1954), US-amerikanischer Schauspieler, Musiker, Dirigent und Orchestrator
- Carter Cruise (* 1991), US-amerikanische Pornodarstellerin
- Carter Glass (1858–1946), US-amerikanischer demokratischer Politiker
- Carter F. Ham (* 1952), US-amerikanischer Militär
- Carter Hart (* 1998), kanadischer Eishockeytorhüter
- Carter Heyward (* 1945), US-amerikanische Theologin
- Carter Jefferson (1945–1993), US-amerikanischer Jazz-Saxophonist
- Carter Jenkins (* 1991), US-amerikanischer Filmschauspieler
- Carter Phillips (* 1988), US-amerikanischer Pokerspieler
- Carter Rycroft (* 1977), kanadischer Curler
- Carter Stanley (1925–1966), US-amerikanischer Bluegrass-Musiker
- Carter Trevisani (* 1982), kanadischer Eishockeyspieler